# Gmina Białe Błota
Die Gmina Białe Błota ist eine Landgemeinde im Powiat Bydgoski in der Woiwodschaft Kujawien-Pommern, Polen. Sie hat eine Fläche von 122,1 km² und eine  Einwohnerzahl von über 20.500 Menschen. Der Sitz der Gemeinde und namensgebende Ort Białe Błota (deutsch Weißfelde) liegt drei Kilometer südwestlich von Bydgoszcz (Bromberg) und hat etwa 4200 Einwohner.
Von 1772 bis 1807, von 1815 bis 1920 und von 1939 bis 1945 gehörte der Ort zu Preußen bzw. zum Deutschen Reich.

## Gliederung
Die Landgemeinde Białe Błota hat elf Dörfer mit Schulzenämtern:
| Polnischer Name   | Deutscher Name (1815–1920)     | Deutscher Name (1939–45) |
| ----------------- | ------------------------------ | ------------------------ |
| Białe Błota       | Weißfelde                      | Weißfelde                |
| Ciele             | Cielle                         | Schellen                 |
| Kruszyn Krajeński | Deutsch Kruschin               | Deutschkruschin          |
| Lisi Ogon         | Fuchsschwanz 1911–20 Steinholz | Steinholz                |
| Łochowice         | Lochowice 1906–20 Lochowitze   | Lochwitz                 |
| Łochowo           | Lochowo                        | Lochau                   |
| Murowaniec        | Murowaniec 1906–20 Murowanietz | Mürnitz                  |
| Prądki            | Prondtke                       | Prondke                  |
| Przyłęki          | Netzort                        | Netzort                  |
| Trzciniec         | Rohrbruch                      | Rohrbruch                |
| Zielonka          | Zielonke                       | Wolfshals                |

Weitere Ortschaften sind: Dębinek, Drzewce (Drewze, 1939: Drewes), Jasiniec, Lipniki (Lindendorf), Stryszek (Stryschek, Wildenkrug) und die Waldsiedlungen Lipniki und Łochowo.

## Partnergemeinde
Samtgemeinde Elbmarsch

## Verkehr
Der Bahnhof Jasiniec Białe Blota liegt an der hier nicht mehr im Personenverkehr betriebenen Bahnstrecke Poznań–Bydgoszcz, der Bahnhof Trzciniec an der Bahnstrecke Chorzów–Tczew.